# Randy Orton
Randal Keith Orton (* 1. dubna 1980 v Knoxville, Tennessee, USA) je americký profesionální wrestler třetí generace. Pracuje ve společnosti WWE. Vystupuje zde pod svým skutečným jménem.

## Kariéra
Randy Orton si svůj debut v WWE odbyl 22. dubna 2002 ve SmackDownu proti Hardcore Hollymu. Poté byl draftován do divize RAW. 26. července 2004 porazil Chrise Benoita v zápase o světový titul, Randy Orton tento zápas vyhrál a ve svých 24 letech a stal se nejmladším držitelem světového titulu v historii. V lednu 2006 Orton nastoupil i do zápasu Royal Rumble s dalšími 30 wrestlery, ale byl vyřazen Reyem Mysteriem, který nakonec zvítězil. 4. dubna 2006 byl Orton suspendován. Orton se vrátil před SummerSlamem 2006, na kterém měl zápas proti Hulku Hoganovi, který Orton prohrál. Na One Night Stand 2007 byl poražen Robem Van Damem v Stretcher match, ale po zápase ho kopl do hlavy a tím ho vyřadil. Na Great American Bash Orton porazil Dustyho Rhodese. Poté porazil i Codyho Rhodese v Rawu a stal se hlavním vyzyvatelem o WWE titul. V roce 2008 se Randy Orton zranil a nemohl po dlouhých šest měsíců zápasit. V roce 2009 se stal Orton vítězem Royal Rumble matche. Randyho kariéra pokračovala dál. Do roku 2013 se dostal k devíti světovým titulům. K poslednímu, k devátému, titulu se dostal v první polovině roku 2011, kdy si ve feudu s Christianem vyměnili titul pro světového šampiona těžké váhy. O titul přišel v září téhož roku na show "Night of champions", kdy titul vybojoval Mark Henry. Poté se do bojů o jakýkoliv titul zapojil jen zřídka. Postupně měl feudy s Codym Rhodesem, Wadem Barretem, Kanem, Albertem del Riem, Shieldem a dalšími.

### WWE Champion and The Authority
Dalším zlom přišel v červenci roku 2013, kdy dokázal porazit svých 5 soupeřů, vystoupat na žebřík a uchytit Money In The Bank kufřík, který držitele opravňuje k zápasu o nejprestižnější titul v WWE, kdykoliv bude majitel kontraktu chtít. Další placená akce po MITB, byl Summerslam. Hlavní tahák, držitel hlavního titulu John Cena vs Daniel Bryan se speciálním rozhodčím Triple H. Zápas vyhrál Daniel Bryan a získal wwe titul. V tom, ale zazněla nástupní skladba Randyho Ortona a ten vyšel s kufříkem MITB. Bryan schytal finisher od Triple H ''pedigree'' a Randy Orton odpočítal Bryana a získal WWE titul. Tím, že Triple H podrazil Bryana stal se zápornou postavou a dali se dohromady s Randym Ortonem. Randy Orton se připojil k ''The Authority'' (Triple H a jeho manželka Stephanie McMahon) a ti začali svojí diktaturu v WWE.
Další placená akce Night of Champions. Daniel Bryan měl právo na obhajobu svého titulu a ten zápas Daniel Bryan vyhrál. Jenže raw po této PPV, byl Danielovi titul odebrán kvůli tomu že rozhodčí odklepal do tří moc rychle. Do placené akce Battleground nebyl žádný champion a hlavní tahákem této akce byl opět zápas Daniel Bryan vs Randy Orton zápas vypadal pro Bryana dobře, už držel Ortona v Yes locku, ale po nařízení authority vběhl do zápasu Big Show a vytáhl rozhodčí a zápas byl ukončen jako bez výsledku. Další placená akce a další souboj Randy Ortona s Daniel Bryanem o wwe titul, který nikdo nevlastnil ale se speciálním rozhodčím a dlouholetým parťákem Triple H, Shawnem Michaelsem. Už podle názvu akce ''Hell in a Cell'' šlo o tento typ zápasu. HBK vypadal, že byl na straně Daniela Bryana, ale nakonec mu stejně dal superkick a Orton vyhrál wwe titul. Po několika zápasech s Daniel Bryanem se v hlavním taháku Survivor Series postavil proti Ortonovi, Big Show, který si tento zápas o hlavní titul vyžádal poté co byl propuštěn, ale zase byl zpět příjmutý. Zápas vyhrál Randy a obhájil svůj titul.
TLC byla zlomová v tom, že se proti sobě utkají WWE champion a WH champion o sjednocení dvou hlavních titulů, v Tables, Ladder and Chairs matchi šli proti sobě, WWE Champion Randy Orton a WH Champion John Cena. Tito borci mají za sebou už pěknou řádku zápasů, ale nikdy nebyl tak významný jako o sjednocení WWE a WH titulu. Zápas vyhrál Randy Orton potom co připoutal Cenu k provazu. Royal Rumble a obhajoba, proti Johnu Cenovi, který měl právo na odvetu. Orton ho vyhrál, ale s menší pomocí Wyatt Family. Další placená akce a obhajoba proti 5 wrestlerům v Elimination chamber matchi. Jeho soupeři byli John Cena, Daniel Bryan, Sheamus, Chrisitan a Cesaro. Orton do zápasu přišel jako poslední a eliminoval Johna Cenu, který byl napaden opět Wyatt Family a pak i nakonec Daniel Bryana a obhájil svůj titul. Největší placená akce roku 2014 Wrestlemanie a obhajoba proti výherci Royal Rumble zápasu, Batistovi a proti Daniel Bryanovi, ten si vysloužil být v hlavním taháku wrestlemanie, protože porazil Triple H v úvodním zápasu WM xXx. Zápas vyhrál Daniel Bryan potom co donutil vzdát Batistu po YES locku. V tom zápase obživla spolupráce Ortona a Batisty, tedy 2/3 z bývalých členů slavné stable Evolution.

### Return Evolution (2014)
Raw po Wrestlemanii se Orton a Batista spojili v tag team a šli do tag teamového šampionátu proti bratrům Usovým. Zápas prohráli, ale po DQ. Další raw už Evolution se spojilo s Triple H a Evolution bylo zase pohromadě. Teda až na Rica Flaira, který vystoupil jenom v posledním segmentu před Extreme Rules. Na této placené akci bude mít Evolution zápas se Shieldem.

### Hvězda společnosti (2014–současnost)
Po návratu frakce Evolution se patří mezi stálé hvězdy společnosti.

## Soukromý život
V listopadu 2006 Randy Orton oznámil zásnuby se svou přítelkyní Samanthou Spenno. Vzali se v září 2007 a v Prosinci 2007 oznámil, že čekají své první dítě, dceru kterou pojmenovali Alanna Marie, která se narodila 12. července 2008. O pět let později se manželé Ortonovi rozvedli.
Od roku 2015 je ženatý s Kimberly Kessler.

## Získané tituly

### WWE
- World Tag Team Championship (1krát)
- WWE Championship (10krát)
- WWE Intercontinental Championship (1krát)
- WWE SmackDown Tag Team Championship (1krát)
- WWE Raw Tag Team Championship (2krát)
- WWE United States Championship (1krát)
- Money in the Bank (2013)
- Royal Rumble vítěz (2009,2017)
- 17 Triple Crown Champion
- 10 Grand Slam Champion
- OVW Hardcore Championship (2krát)